# Oswald Spengler
Oswald Arnold Gottfried Spengler (Blankenburg, Harz, 29 de maio de 1880 – Munique, 8 de maio de 1936) foi um historiador e filósofo alemão, cuja obra O Declínio do Ocidente (1918) foi uma referência nos debates historiográficos, filosóficos e políticos entre os intelectuais europeus, ao longo do século XX. A obra de Spengler influenciou autores dos mais diversos espectros políticos e filosóficos, tais como Theodor Adorno, Ludwig Wittgenstein e Ernst Jünger. As ideias decadentistas de Spengler influenciaram direta ou indiretamente obras díspares de autores como Sigmund Freud (O Mal-estar na civilização), René Guénon (A Crise do Mundo Moderno) e Ortega y Gasset (Rebelião das Massas).
Spengler foi um escritor muito ativo durante os anos da Primeira Guerra Mundial e no período entre-guerras, apoiando a hegemonia germânica na Europa — embora seus escritos tivessem pouca repercussão fora da Alemanha. Em 1920, escreveu Prussianismo e Socialismo (Preussentum und Sozialismus), obra em que defende uma espécie orgânica e nacionalista de socialismo autoritário não-marxista. Alguns nazistas, incluindo Joseph Goebbels, viram Spengler como um precursor intelectual, mas ele acabou sendo condenado ao ostracismo pelos nazistas, em 1933, por conta de seu pessimismo sobre o futuro da Alemanha e da Europa, bem como por sua recusa em apoiar ideias de superioridade racial.

## Vida e Obra
Oswald Spengler nasceu em 1880 em Blankenburg (o Ducado de Brunsvique, no Império alemão) como o segundo filho de Bernhard (1844-1901) e Pauline (1840-1910) Spengler. O irmão mais velho de Oswald nasceu prematuramente (com oito meses), em 1879, quando sua mãe tentou mover um cesto de roupa pesada, e morreu três semanas após o nascimento. Oswald nasceu 10 meses depois da morte de seu irmão. Suas irmãs mais novas foram Adele (1881-1917), Gertrude (1882-1957), e Hildegard (1885-1942). O avô patrilinear de Oswald, Theodor Spengler (1806-1876), era um inspetor metalúrgico (Hütteninspektor) em Altenbrak.

### Publicação deO Declínio do Ocidente
Seu livro foi um sucesso entre os intelectuais em todo o mundo, uma vez que previa a desintegração da civilização europeia e norte-americana depois de uma "idade de cesarismo" violento, argumentando por analogias detalhadas com outras civilizações. Ele aprofundou o pessimismo pós-Primeira Guerra Mundial na Europa. O filósofo alemão Ernst Cassirer explicou que, no final da Primeira Guerra Mundial, muitos títulos de Spengler foram o suficiente para inflamar a imaginação: "Neste momento muitos, se não a maioria de nós, se deram conta de que havia algo de podre no estado de nossa civilização ocidental altamente valorizada. O livro de Spengler expressa de uma forma nítida e incisiva esta inquietação geral". Northrop Frye argumenta que, embora todos os elementos da tese de Spengler tenham sido refutados uma dúzia de vezes, é "um dos grandes poemas românticos do mundo" e que suas ideias principais são "tão parte de nossa perspectiva mental hoje como o elétron ou o dinossauro, e nesse sentido somos todos Spenglerianos".

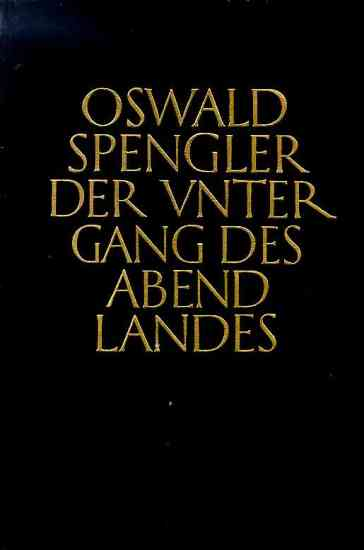
Capa da primeira edição do Declínio do Ocidente.

As previsões pessimistas de Spengler sobre o inevitável declínio do Ocidente inspiraram intelectuais do Terceiro Mundo, desde a China e Coreia até ao Chile, ansiosos para identificarem a queda do imperialismo ocidental. Na Grã-Bretanha e Estados Unidos, no entanto, o pessimismo de Spengler foi posteriormente anulado pelo otimismo de Arnold J. Toynbee, em Londres, que escreveu a história do mundo na década de 1940, com uma maior ênfase na religião.
Uma revisão de 1928 da Time do segundo volume de Declínio descreveu a imensa influência e controversa da ideia de Spengler apreciada durante a década de 1920: "Quando o primeiro volume de O Declínio do Ocidente apareceu na Alemanha há alguns anos atrás, milhares de cópias foram vendidas. O cultivado discurso europeu rapidamente se tornou saturado de Spengler. O Spenglerismo jorrou das penas de inúmeros discípulos. Era imperativo ler Spengler, simpatizar ou contrariá-lo. E ele continua a ser assim".
O livro O Declínio do Ocidente foi recebido durante a crise de Agadir, mas só foi notado por ocasião da crise alemã causada pela derrota de 1918. Spengler tinha uma visão cíclica da História, distinguindo em cada ciclo um período inicial de "cultura" (Kultur) e um período final de "civilização" (Zivilisation). O período cultural era um período de diferenciação e de afirmação de qualidades específicas; o período de civilização era de decadência, no qual a afirmação da qualidade era progressivamente substituída pela pura quantidade. Para Spengler, a degenerescência quantitativa ocorre em todos as culturas, sendo biologicamente condicionada. A Europa teria passado já pelo seu período cultural, estando em plena fase de civilização, um período descendente no qual tinha apenas diante de si progresso material. Por isso o autor incentivava os europeus a enfrentar seu destino de cimento armado e concreto. Retomava à sua maneira a oposição de Nietzsche entre cultura apolínea e cultura dionisíaca (por ele denominada "faustiana"): a apolínea é a do passado (pois as culturas antigas se resumiam ao apolinismo), o faustianismo olha para o futuro. Apesar da excessiva simplicidade da esquematização histórica que adopta, Spengler é um precursor ao anunciar a preponderância das massas, os exércitos de um partido, a intervenção de novas ditaduras. Atém-se a dar continuidade às grandes previsões nietzschianas, mas limitando-as e concretizando-as na Europa de então, que já conteria seu futuro próximo.

### Outras obras
Em 1920, Spengler publicou o livro Prussianismo e Socialismo, no qual defende uma visão autoritária do socialismo. Em 1931, com O Homem e a Técnica, Spengler prossegue o mesmo desígnio de O Declínio do Ocidente: olha desde a perspectiva dessa civilização técnica anunciada por ele. Meditando sob os dois lados presentes desde o final do século XIX, o avanço da técnica das máquinas e o crescimento da população, Spengler estuda os seus efeitos sobre as coletividades e os indivíduos.
Não seria apropriado qualificar a visão spengleriana de pessimista em nenhuma de suas obras: ela é acima de tudo, intuitiva, induzida com base nas constatações positivas ao alcance de qualquer indivíduo. Analisando o fenômeno da técnica a partir da antiga técnica "tátil vital", Spengler, antes de Heidegger, mostra que o que diferencia o homem do animal é a "preocupação" que dirige seus olhares para o futuro, ao passo que a cogitação animal permanece no aqui e agora. Assim a técnica humana está dissociada da vida da espécie humana. Partindo dos poderes da "mão", a potência do homem conseguiu libertá-lo das coerções genéricas na coordenação entre a "mão" e a "ferramenta". O que caracteriza o homem é o "pensamento da mão", ao passo que o "pensamento dos olhos" caracteriza os grandes animais de rapina. A era da "mão armada" foi sucedida pela do "falar": nova coordenação, aquela entre "fala e empreendimento". O último ato da tragédia ocidental situa-se na época do advento e da dissolução próxima da cultura das máquinas. Obra de "futurólogo", O Homem e a técnica prevê a "náusea das máquinas" que se apoderará do próprio técnico.
A sua obra coincide com a subida ao poder do nacional-socialismo na Alemanha, mantendo os doutrinadores nazis uma certa distância da sua doutrina da cultura, que não era racista. Mas a influência de Spengler foi muito grande fora da Alemanha, estando presente, por exemplo, na filosofia da história de Arnold J. Toynbee ou na filosofia da arte de André Malraux.
Spengler morreu em Munique no dia 8 de maio de 1936.

## Obras
- Der Untergang des Abendlandes (O Declínio do Ocidente, 1918-1922)
- Preußentum und Sozialismus (Prussianismo e Socialismo, 1920)
- Neubau des deutschen Reiches (Reconstrução da Alemanha, 1924)
- Der Mensch und die Technik (O Homem e a Técnica, 1931)
- Jahre der Entscheidung (Anos decisivos, 1933)